# Shōtōkan

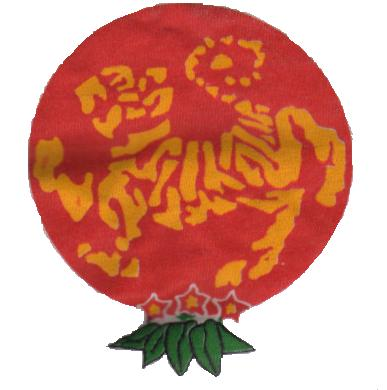
Escut del shotokan.

El shōtōkan (松涛 馆 流, Shotokan Ryu) és un estil de karate, desenvolupat per Gichin Funakoshi (1868-1957) i el seu fill Gigō Funakoshi (1906-1945). Gichin va néixer a Okinawa i és àmpliament acreditat per popularitzar el karate a través d'una sèrie de manifestacions públiques, i per promoure el desenvolupament de clubs de karate en les universitats, incloses els de: Keiō, Waseda, Hitotsubashi, Takushoku, Chuo, Gakushuin i Hosei.

## Etimologia
Shoto (松涛, Shot) és el so que fa el vent en bufar sobre els pins, que era el pseudònim de Funakoshi, que usava en les seves poesies i escrits filosòfics per als seus estudiants. En japonès, kan (馆, kan) Significa "escola". En honor del seu sensei, els estudiants li van posar el nom de "shoto-kan" al lloc on Funakoshi ensenyava. Gichin Funakoshi mai no li va donar un nom al seu estil, l'anomenava simplement "KARATE"

## Katas

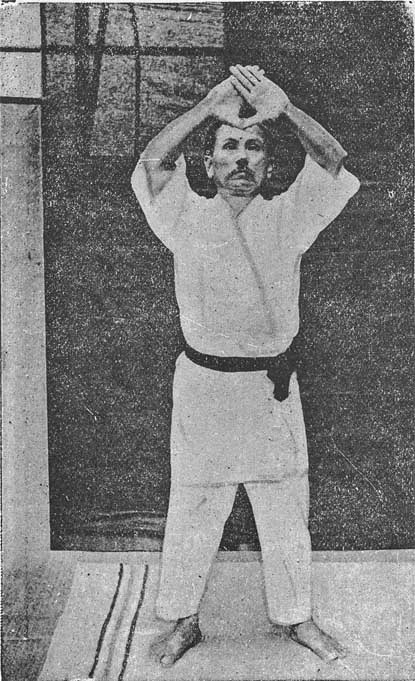
Gichin Funakoshi executant Kanku dai kata (観空).

Bàsics
No oficials
太極初段 Taikyoku Shodan
太極二段 Taikyoku Nidan
太極三段 Taikyoku Sandan
点の型表 Ten No Kata Omote
点の型裏 Ten No Kata Ura
Oficials
平安初段 Heian Shodan (Pinan 1) 
平安二段 Heian Nidan (Pinan 2)
平安三段 Heian Sandan (Pinan 3) 
平安四段 Heian Yondan (Pinan 4)
平安五段 Heian Godan (Pinan 5) 
鉄騎初段 Tekki Shodan (Naihanchi) 
披塞大 Bassai Dai (Passai)
観空大 Kankū Dai (Kashanku) 
燕飛 Enpi (Wansu-Wanshu)
燕飛 Jion
十手 Jitte (Jutte)
岩鶴 Hangetsu (Seisan-Jusan)
鉄騎二段 Tekki Nidan (Naihanchi)
披塞大 Bassai Shō (Passai)
観空小 Kankū Shō (Kashanku)
岩鶴 Gankaku (Chinto)
壯鎭 Sōchin
鉄騎三段 Tekki Sandan (Naihanchi)
珍手 Chinte
慈陰 Jiin
二十四歩 Nijūshiho (Niseishi)
明鏡 Meikyō (Rohai)
雲手 Unsu
王冠 Wankan
五十四歩大 Gojūshiho Dai (Useishi Gran)
五十四歩小 Gojūshiho Shō (Useishi Petit)